# Jiang Wei
Jiang Wei (202–264), nombre de cortesía Boyue, 
Fue un general de Wei que durante una revuelta en la comandería de Tianshui fue forzado a ir a rendirse con Zhuge Liang.
Desde entonces sirvió lealmente a Shu hasta el final de sus días. 
Lanzó un total de 11 expediciones contra el estado rival Cao Wei entre el 240 y 262,
Jiang Wei revivió las campañas de Zhuge Liang contra Wei (las cuales Jiang Wan y Fei Yi hacía mucho habían abandonado.) e hizo un número de incursiones contra Wei — una coordinada con el regente de Wu, Zhuge Ke — pero cada una tuvo que ser abandonada debido a inadecuadas provisiones de comida o pérdidas en batalla, y estas campañas drenaron grandemente los recursos de Shu. En el 263, un ejército de Wei, liderado por Deng Ai y Zhong Hui, conquistó Shu. Jiang Wei intentó restaurar Shu persuadiendo a Zhong Hui de rebelarse contra el regente de Wei Sima Zhao, y Zhong accedió. Sin embargo, la revuelta falló porque los propios soldados de Zhong Hui se tornaron en su contra y ambos Zhong y Jiang Wei murieron en acción.